# Titularbistum Cyparissia
Cyparissia (ital.: Ciparissia) ist ein Titularbistum der römisch-katholischen Kirche. 
Es geht zurück auf ein früheres Bistum der antiken Stadt Kyparissia im westlichen Messenien in Griechenland, das der Kirchenprovinz Patrassus zugeordnet war.
| Titularbischöfe von Cyparissia |                               |                                                   |                   |                |
| Nr.                            | Name                          | Amt                                               | von               | bis            |
| 1                              | Alfredo Le Pailleur CSC       | emeritierter Bischof von Chittagong (Bangladesch) | 1952              | 12. April 1952 |
| 2                              | Joseph Oliver Bowers SVD      | Weihbischof in Accra (Ghana)                      | 27. November 1952 | 8. Januar 1953 |
| 3                              | Paul Etoga                    | Weihbischof in Yaoundé (Kamerun)                  | 3. Juli 1955      | 24. Juni 1961  |
| 4                              | Gregorio Garavito Jiménez SMM | Weihbischof in Villavicencio (Kolumbien)          | 4. Dezember 1961  | 26. April 1969 |